# Krementchouk
 (mars 2009).
Si vous disposez d'ouvrages ou d'articles de référence ou si vous connaissez des sites web de qualité traitant du thème abordé ici, merci de compléter l'article en donnant les références utiles à sa vérifiabilité et en les liant à la section « Notes et références ».
Krementchouk (ukrainien : Кременчук ; russe : Кременчуг, Krementchoug) est une ville industrielle de l'oblast de Poltava, en Ukraine. Sa population s'élevait à 215 271 habitants en 2022 .

## Géographie
Krementchouk se trouve en aval du réservoir de Krementchouk et en amont du réservoir de Kamianske sur le Dniepr. La ville se développe principalement sur la rive gauche du fleuve, mais est reliée au quartier de Krioukiv, sur la rive droite, par le pont Krioukiv. Elle se trouve à 102 km au sud-ouest de Poltava, à 138 km au nord-ouest de Dnipro et à 259 km au sud-est de Kiev.

## Histoire
Sur le territoire de la ville de Krementchouk ont été trouvées des traces d'habitat remontant au Ve siècle av. J.-C. La date exacte de fondation de la ville moderne de Krementchouk est incertaine. Dans un document polonais de l'année 1571, le roi de Pologne Sigismond II décide la construction d'un fort à l'emplacement de la ville actuelle, afin de défendre cette frontière orientale du domaine d'influence polonaise contre les Tatars. Mais il est possible que la forteresse n'ait été construite qu'en 1596. En 1625, le traité de Kouroukove fut signé au lac Kouroukove, près de Krementchouk, entre les Cosaques et les Polonais. La forteresse fut agrandie en 1635 par l'ingénieur français Guillaume Levasseur de Beauplan.
Située au terminus de la partie navigable du Dniepr, Krementchouk jouit également d'une position favorable à un carrefour entre la Moscovie et la mer Noire. Elle acquit ainsi très tôt une grande importance commerciale et était au milieu du XVIIe siècle une riche ville cosaque. Au XVIIIe siècle, la ville, qui se trouvait dans la zone frontalière entre la Pologne et le khanat de Crimée soumis à l'Empire ottoman, subit de plus en plus l'influence de l'Empire russe, en expansion vers le sud. Entre 1765 et 1789, la ville fut rattachée au gouvernement de Nouvelle Russie, puis à partir de 1784 de la province de Iekaterinoslav. Au cours de la guerre russo-turque de 1787-1792, Krementchouk fut un point d'appui important pour l'armée russe, mais son rôle politique diminua à la fin du XVIIIe siècle lorsqu'elle fut rétrogradée au rang de simple chef-lieu de district. À partir de 1802, elle fut rattachée au gouvernement de Poltava.
Sur le plan économique, en revanche, la ville connut alors une forte croissance de ses activités commerciales et industrielles, qui furent encore renforcées par le raccordement au réseau ferroviaire et la construction du pont de chemin de fer sur le Dniepr en 1873. Au recensement de 1897, la ville comptait 63 007 habitants, dont les Juifs représentaient près de la moitié (46,9 %) devant les Ukrainiens (30,1 %), les Russes (19,3 %), les Polonais (1,7 %) et les Allemands (0,7 %). En 1931 une importante inondation recouvre la ville malgré la digue. Pendant la Seconde Guerre mondiale, Krementchouk fut occupée par l'Allemagne nazie du 9 septembre 1941 au 29 septembre 1943. Des milliers d'habitants de la ville périrent pendant l'occupation, dont la quasi-totalité des Juifs. Plus de 90 pour cent des immeubles et établissements furent détruits ainsi que le pont sur le Dniepr. Après la guerre et la reconstruction, la ville reprit son développement industriel.
Le 27 juin 2022, dans le cadre de l’invasion de l’Ukraine par la Russie, un missile russe frappe un centre commercial à Krementchouk, faisant au moins 20 morts,.

## Population
Recensements (*) ou estimations de la population :
| 1866   | 1873   | 1897*  | 1912   | 1923*  | 1926*  |
| ------ | ------ | ------ | ------ | ------ | ------ |
| 20 000 | 37 600 | 63 007 | 72 900 | 51 411 | 57 331 |

| 1939*  | 1959*  | 1970*   | 1979*   | 1989*   | 2001*   |
| ------ | ------ | ------- | ------- | ------- | ------- |
| 89 723 | 86 569 | 148 117 | 209 616 | 236 495 | 234 073 |

| 2011    | 2012    | 2013    | 2014    | 2015    | 2016    |
| ------- | ------- | ------- | ------- | ------- | ------- |
| 226 976 | 226 434 | 225 892 | 225 828 | 225 216 | 223 805 |

| 2019    | 2022    | - | - | - | - |
| ------- | ------- | - | - | - | - |
| 220 065 | 215 271 | - | - | - | - |

## Économie

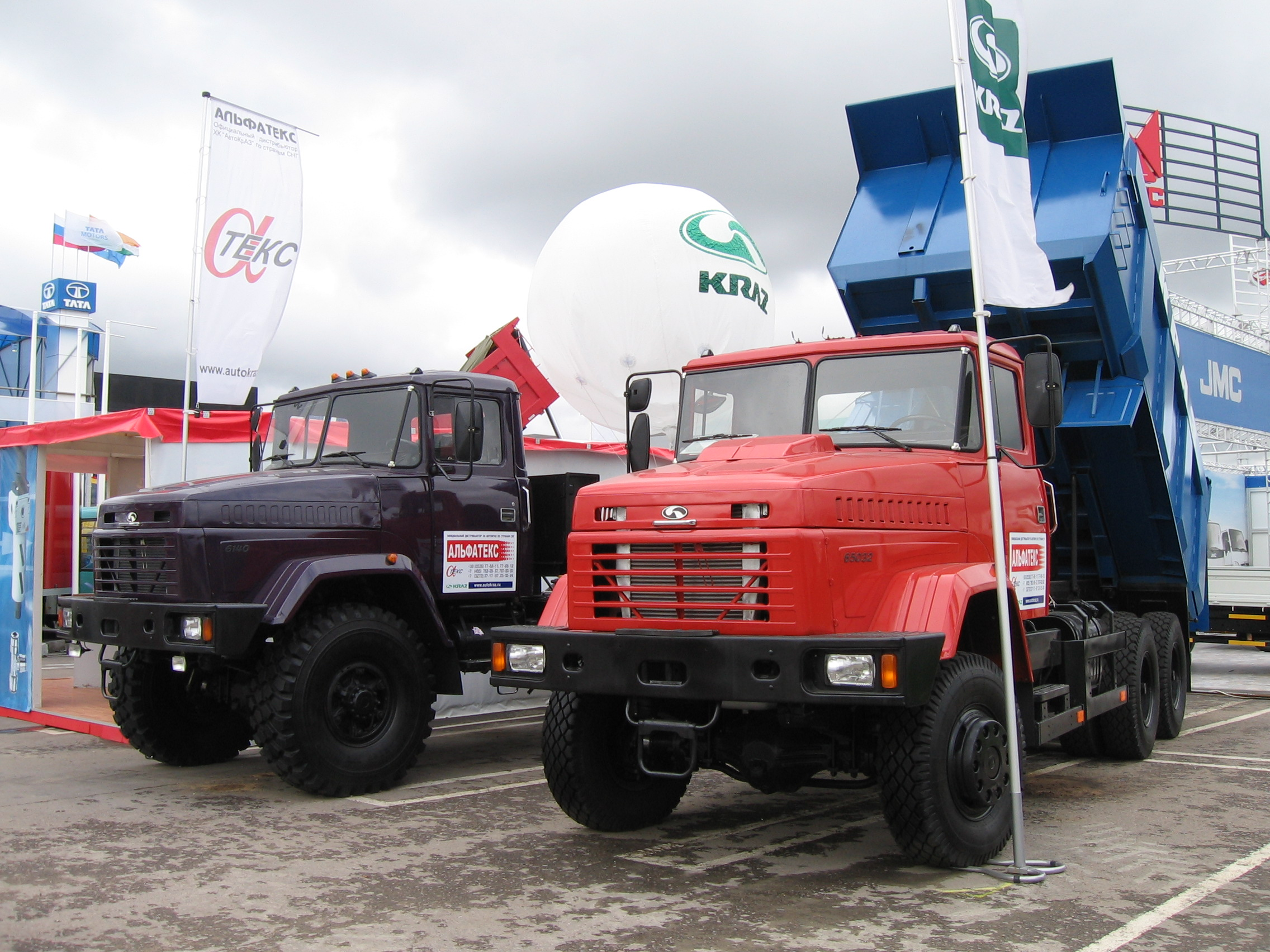
Camions KrAZ (2006)

Les principales entreprises de Krementchouk sont :
- KVSZ ou OAO Krioukivski vagonobudivnyi zavod (en ukrainien : Крюківський вагонобудівний завод) : dont l'origine remonte à 1874 et qui produit différentes sortes de wagons, des conteneurs, des escaliers mécaniques, etc. Elle emploie 6 800 salariés (2007)[6].
- KrAZ ou Krementchoutskyï avtomobilny zavod (en ukrainien : Кременчуцький автомобільний завод (uk)) : principal constructeur de camions d'Ukraine ; aujourd'hui associé à Iveco, une filiale de Fiat. Elle emploie 6 650 salariés (2007)[7].
- Krementchoutskyï koliskyï zavod (en ukrainien : Кременчуцький колісний завод) : fondé en 1961, fabrique des roues en acier de véhicules automobiles et de machines agricoles et emploie 2 980 salariés (2007)[8].
- Kredmach ou Krementchoutskyï zavod dorojnikh machyn (en ukrainien : Кременчуцький завод дорожніх машин (uk)) : fabrique des engins et des équipements pour les travaux publics et emploie 2 800 salariés (2007)[9].
- Ukrtatnafta : la plus importante raffinerie de pétrole d'Ukraine (capacité : 18 millions de tonnes par an). Elle emploie 4 400 salariés (2007).

## Galerie
|  |  |  |  |

|  |  |  |

## Transports

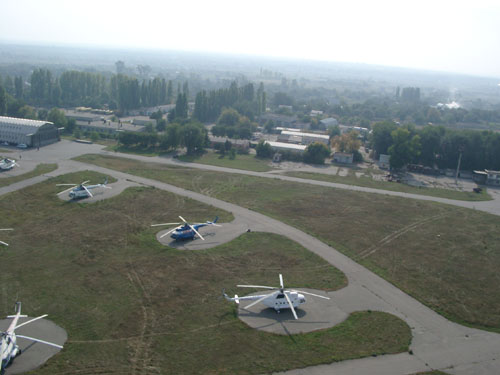
L'aéroport de Krementchouk.

Krementchouk se trouve à 115 km de Poltava par la route et à 119 km par le chemin de fer. Elle a une gare centrale, la gare de Rokytna ; la gare de Tereshkivka, la gare de Velyka Kakhnivka, la gare de Krioukiv. Une base aérienne et un port fluvial de Krementchouk.

## Religion

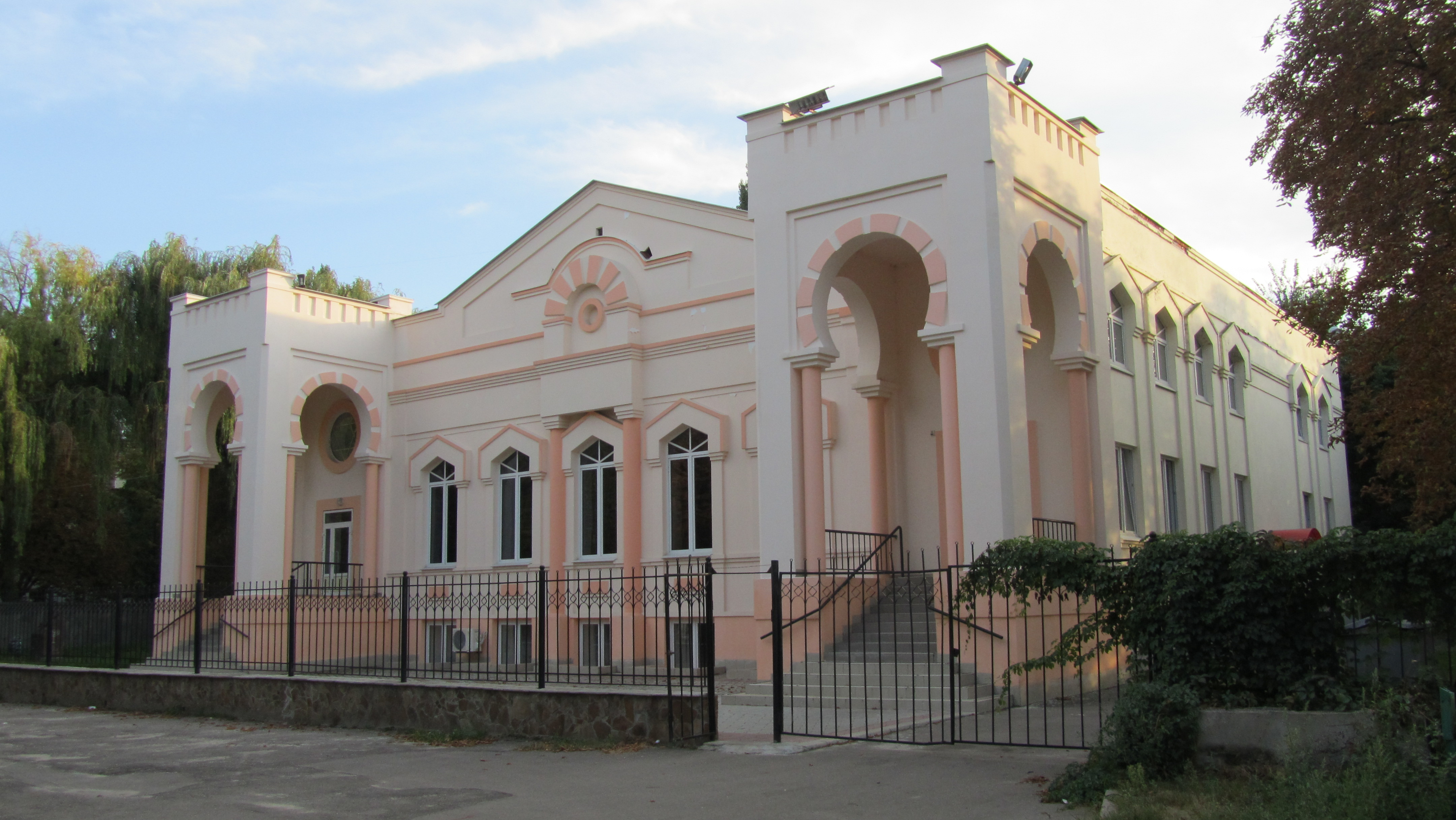
La synagogue classée[10].
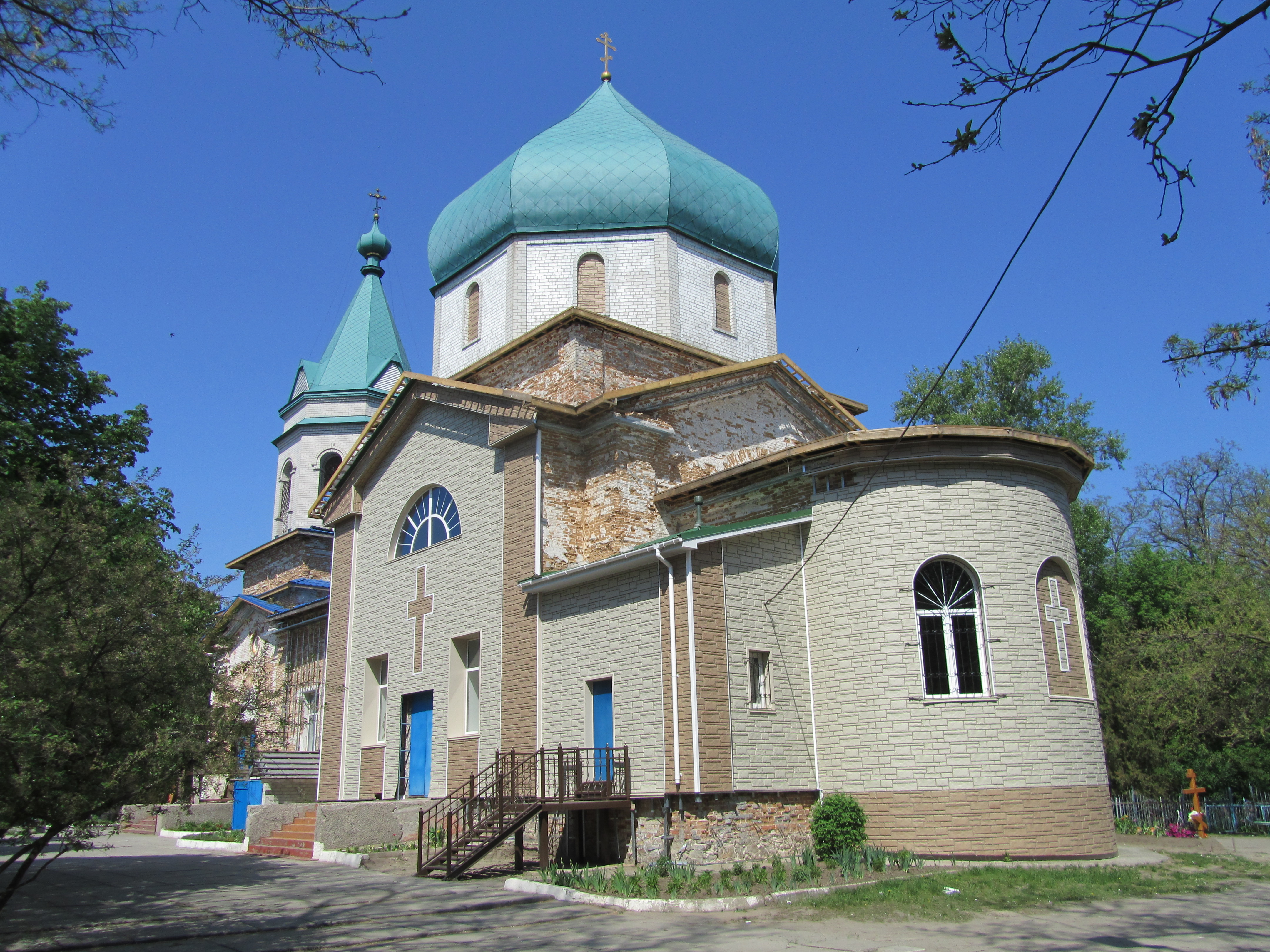
église de la Dormition classée[11].
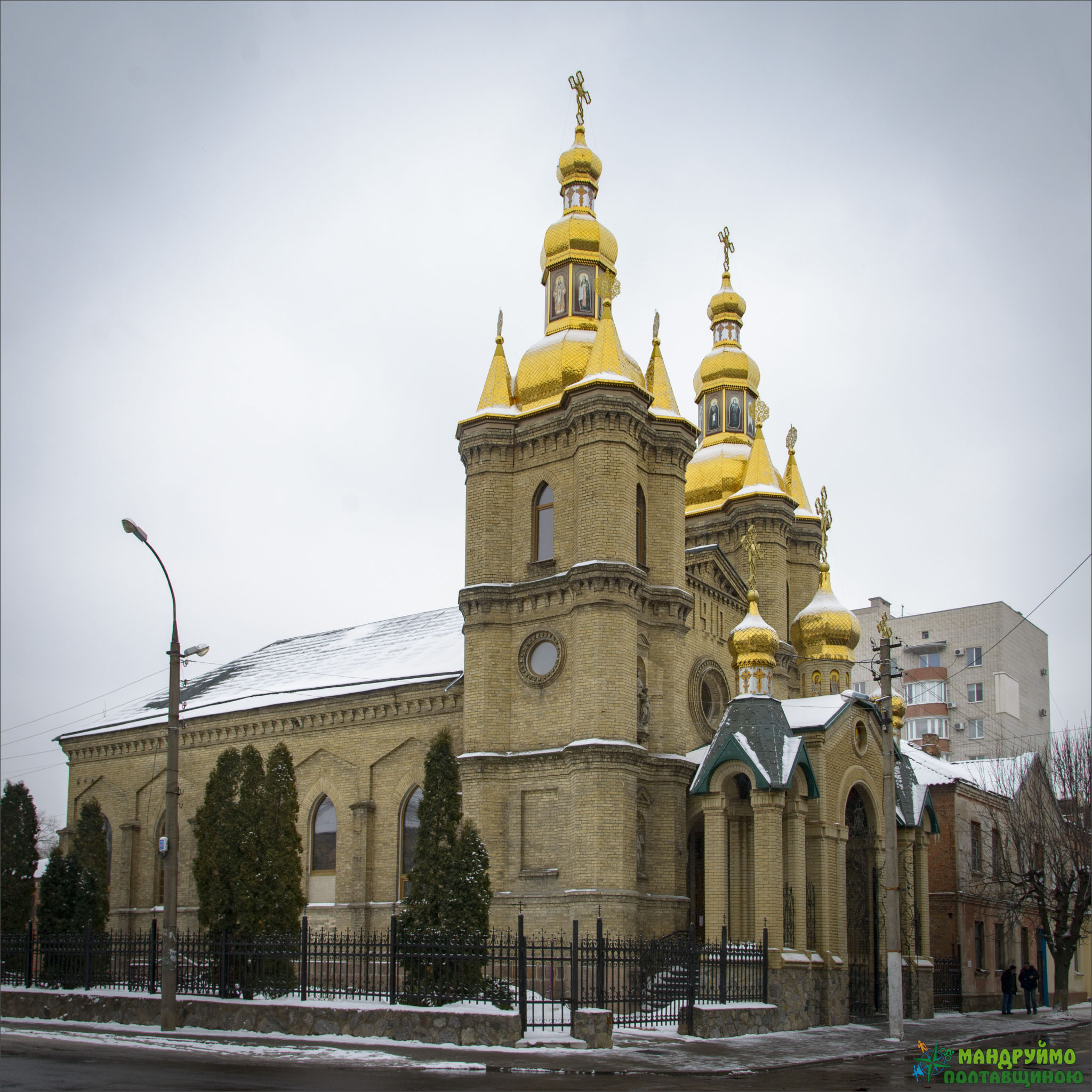
Cathédrale st-Nicolas classée[12].

Une église baptiste, une église adventiste. La cathédrale de la Dormition, la cathédrale st-Nicolas.

## Culture
L'Université nationale Mykhaïlo Ostrogradskyi de Krementchouk, la bibliothèque du collège, le parc Pridniprovskiy.

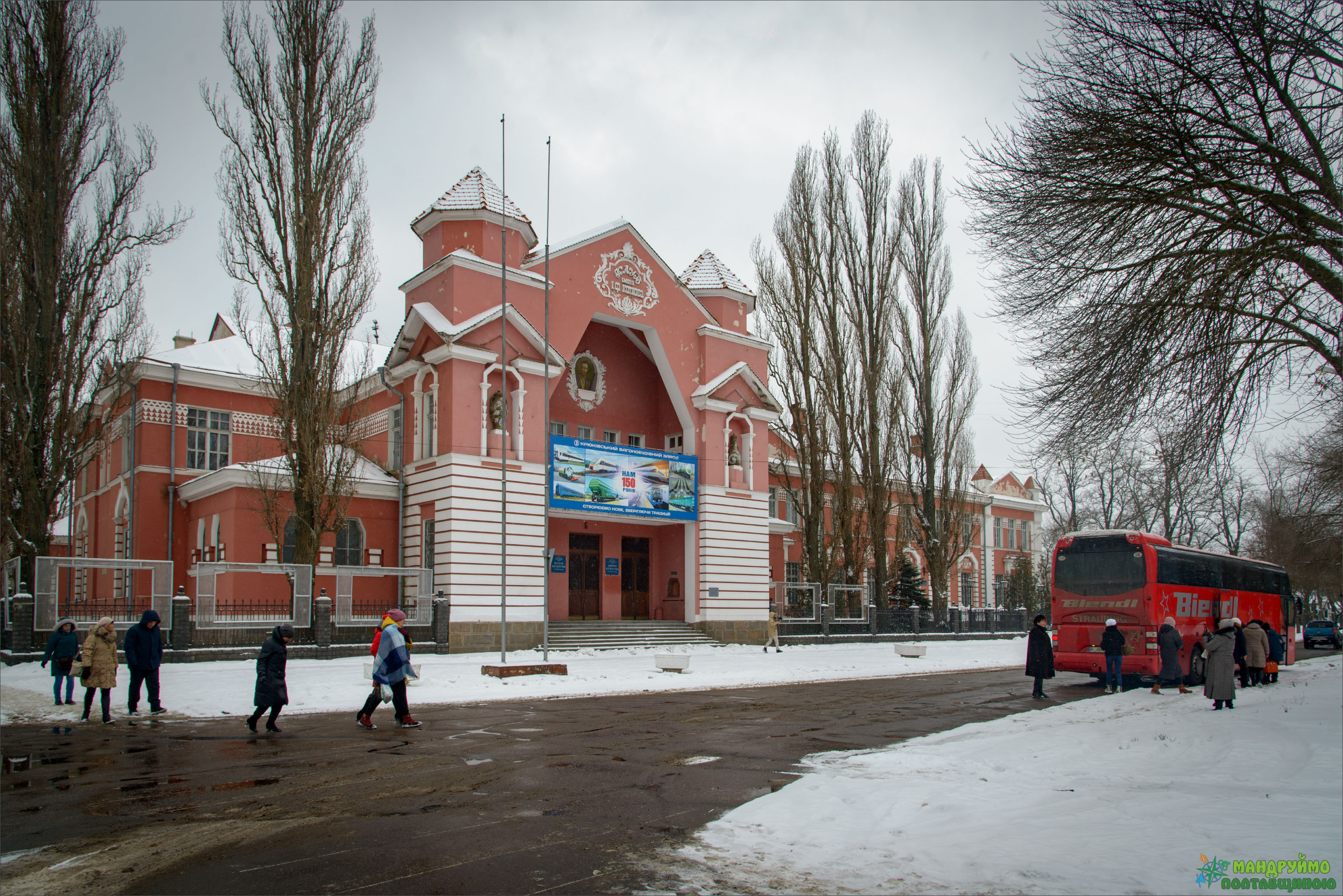
Le palais de la culture, classé[13],
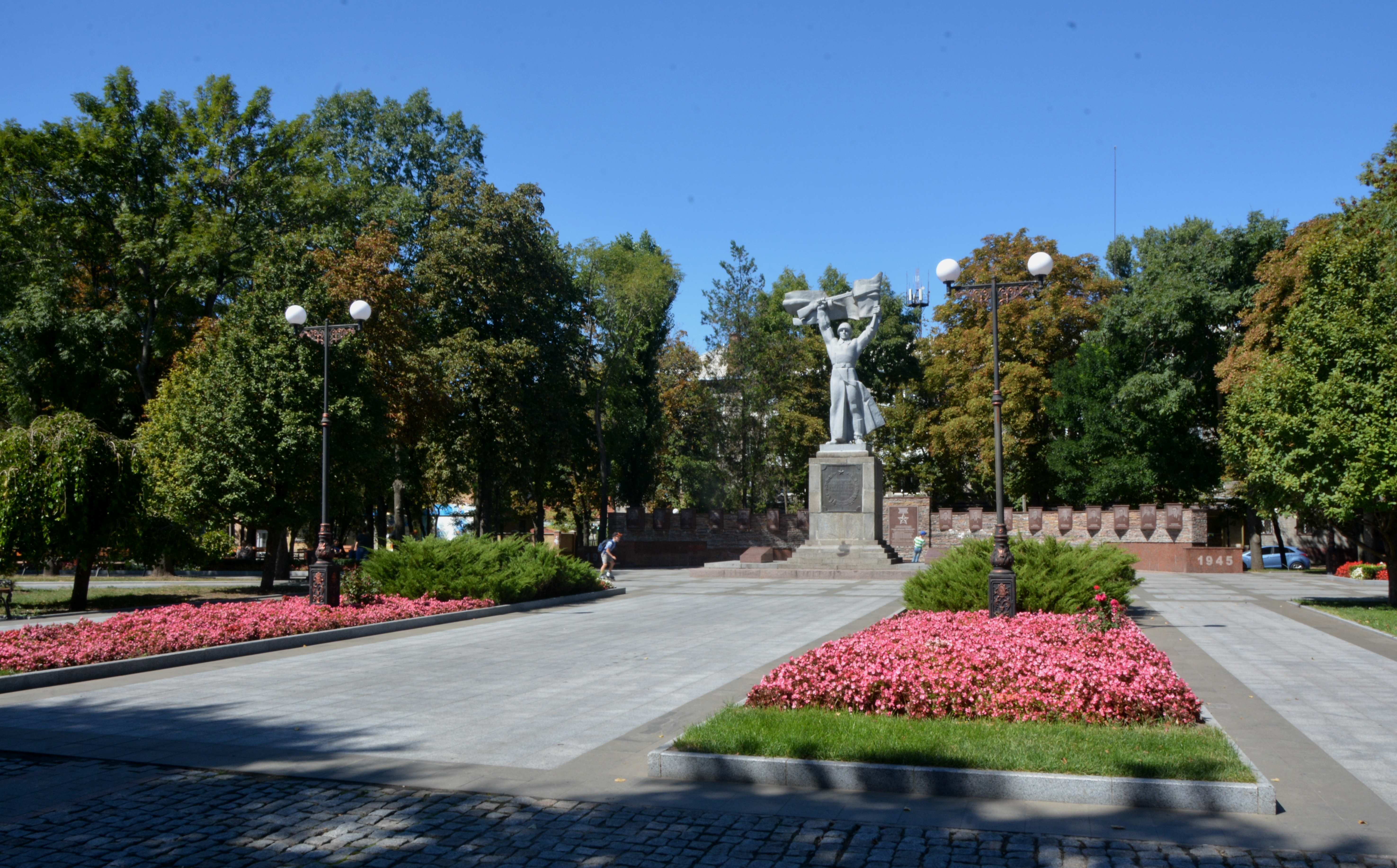
allée des héros, classée[14],
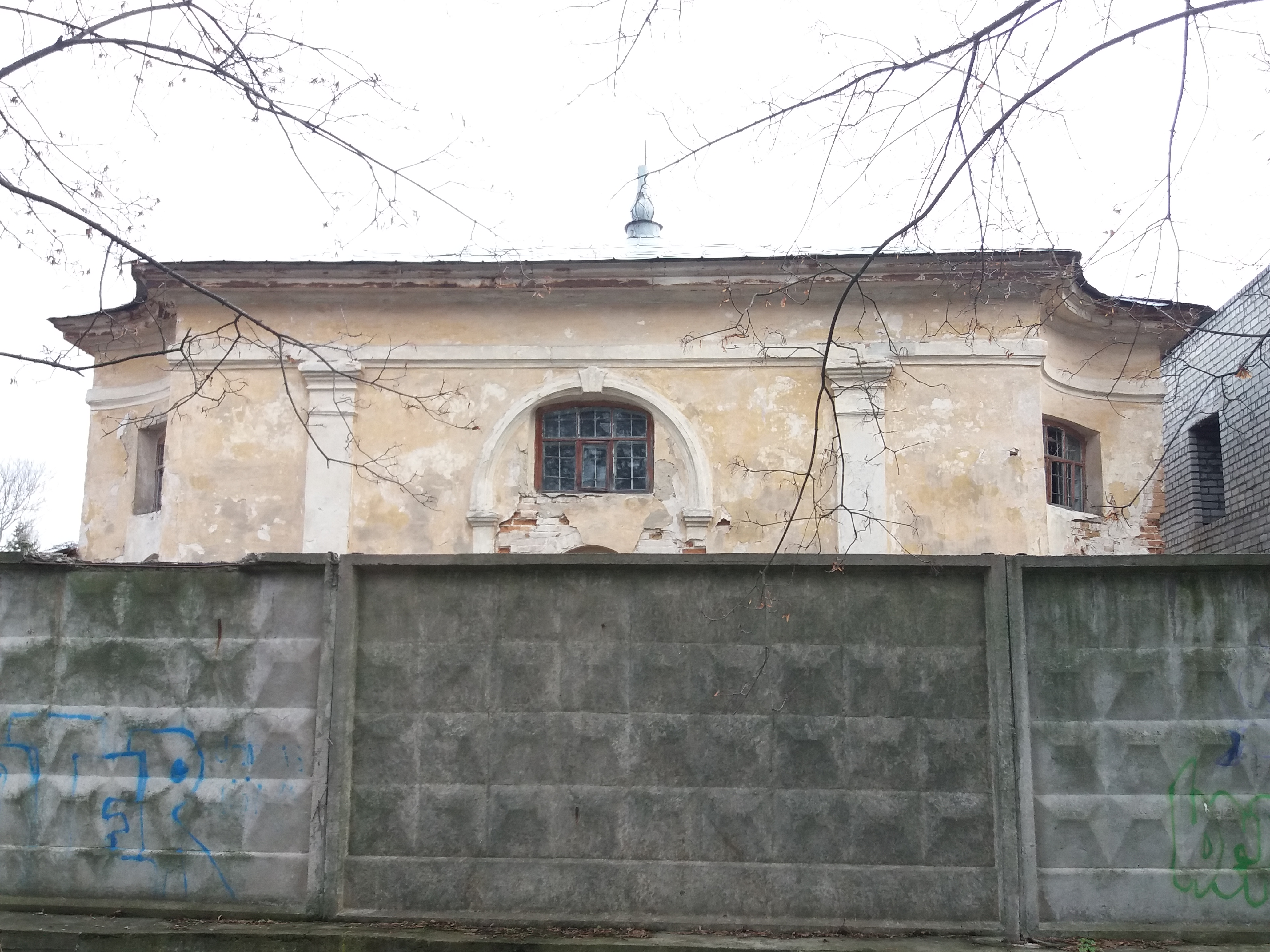
ancien hospital, classé[15],
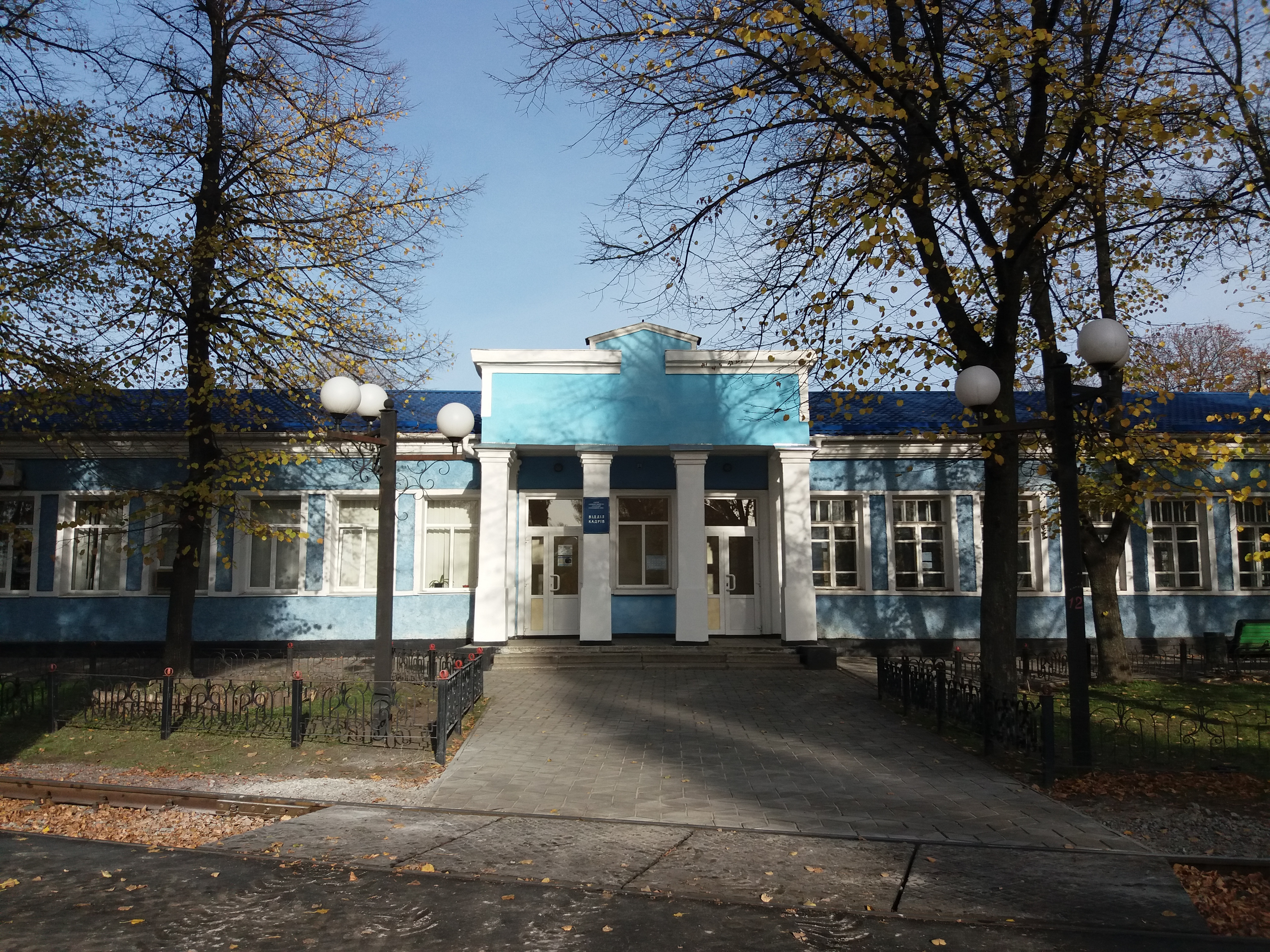
bâtiment du KVBZ, classé[16],
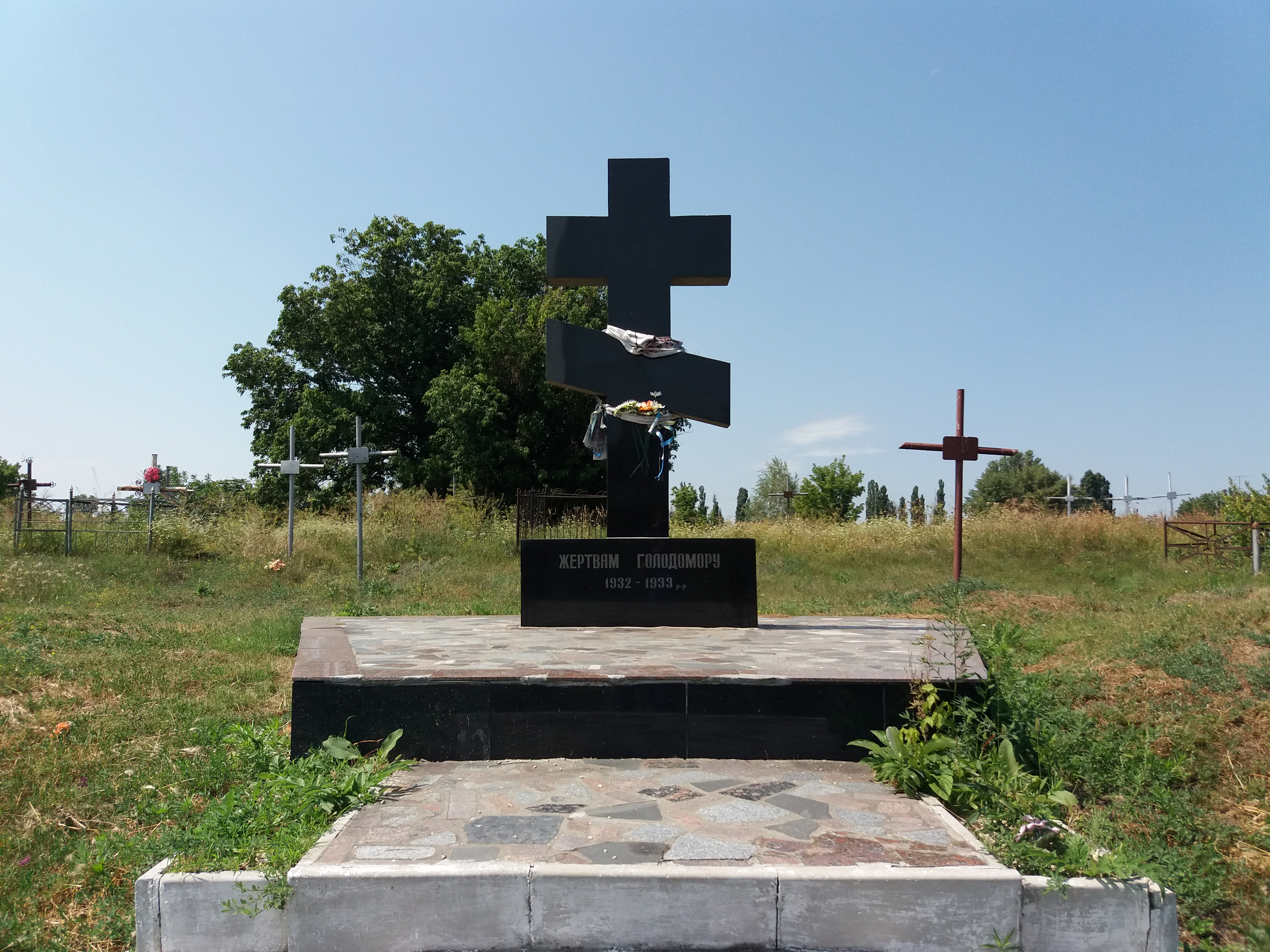
mémorial de l'Holodomor, classé[17],
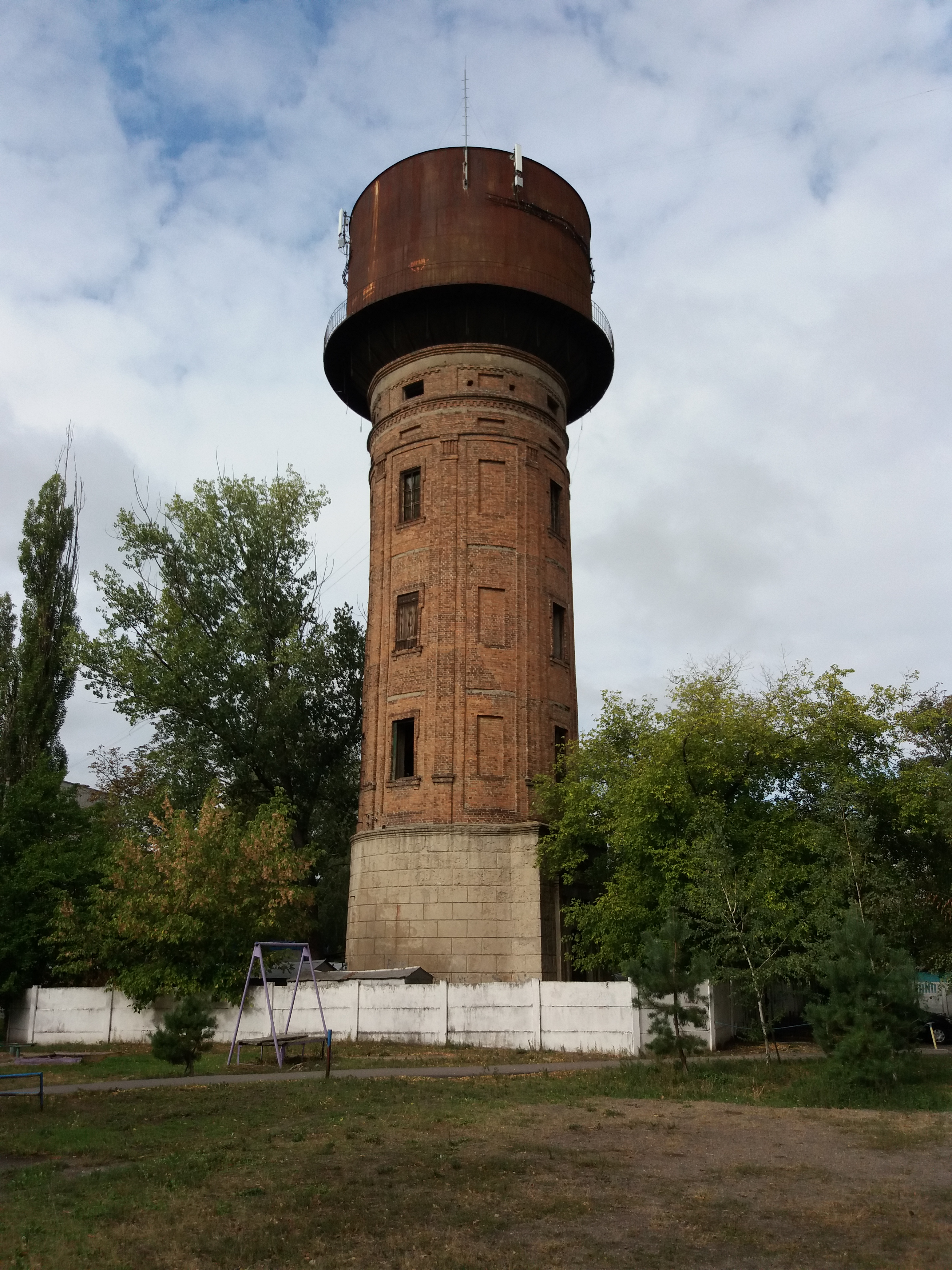
château d'eau, classé[18],
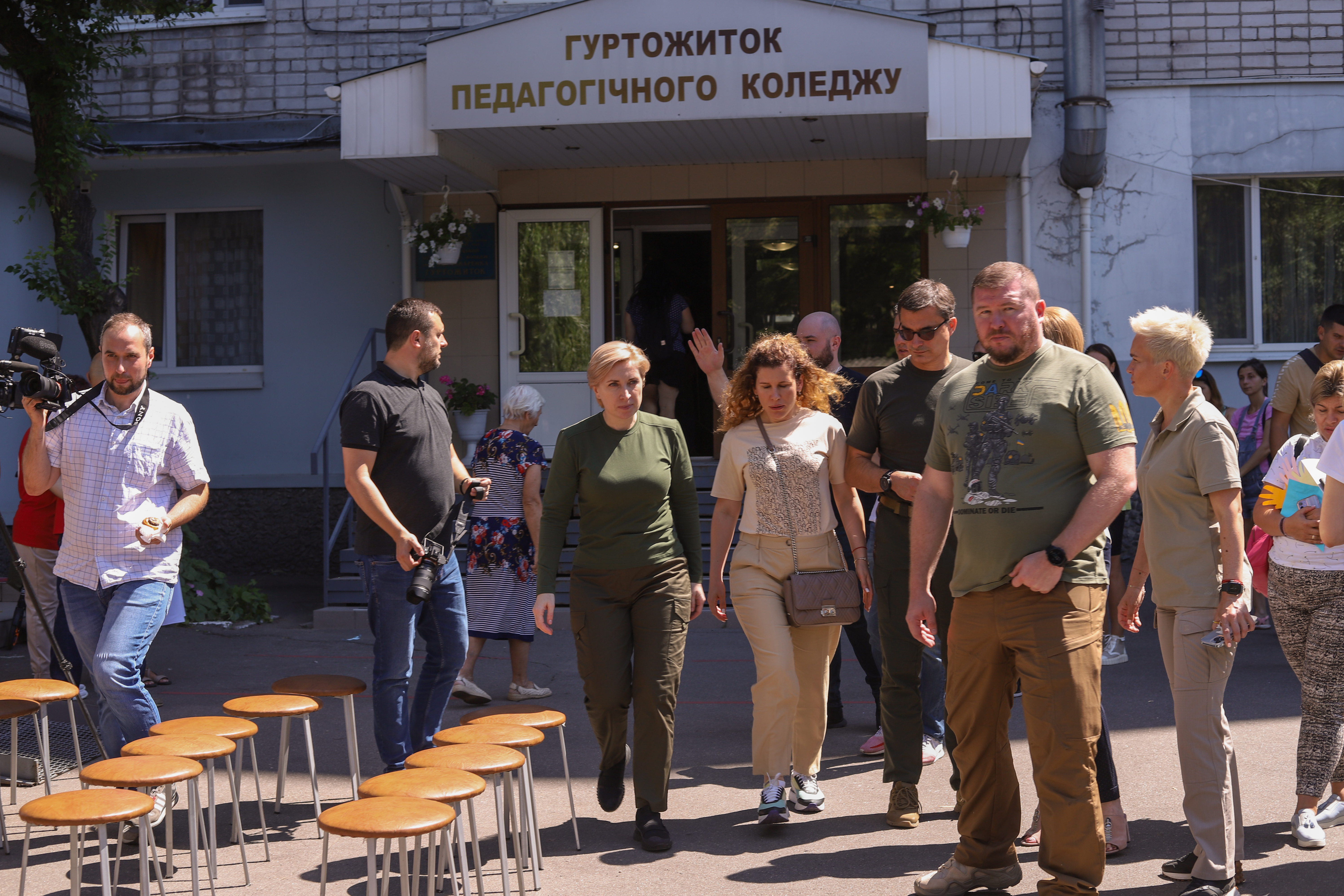
le collège Makarenko visité par Iryna Verechtchouk,
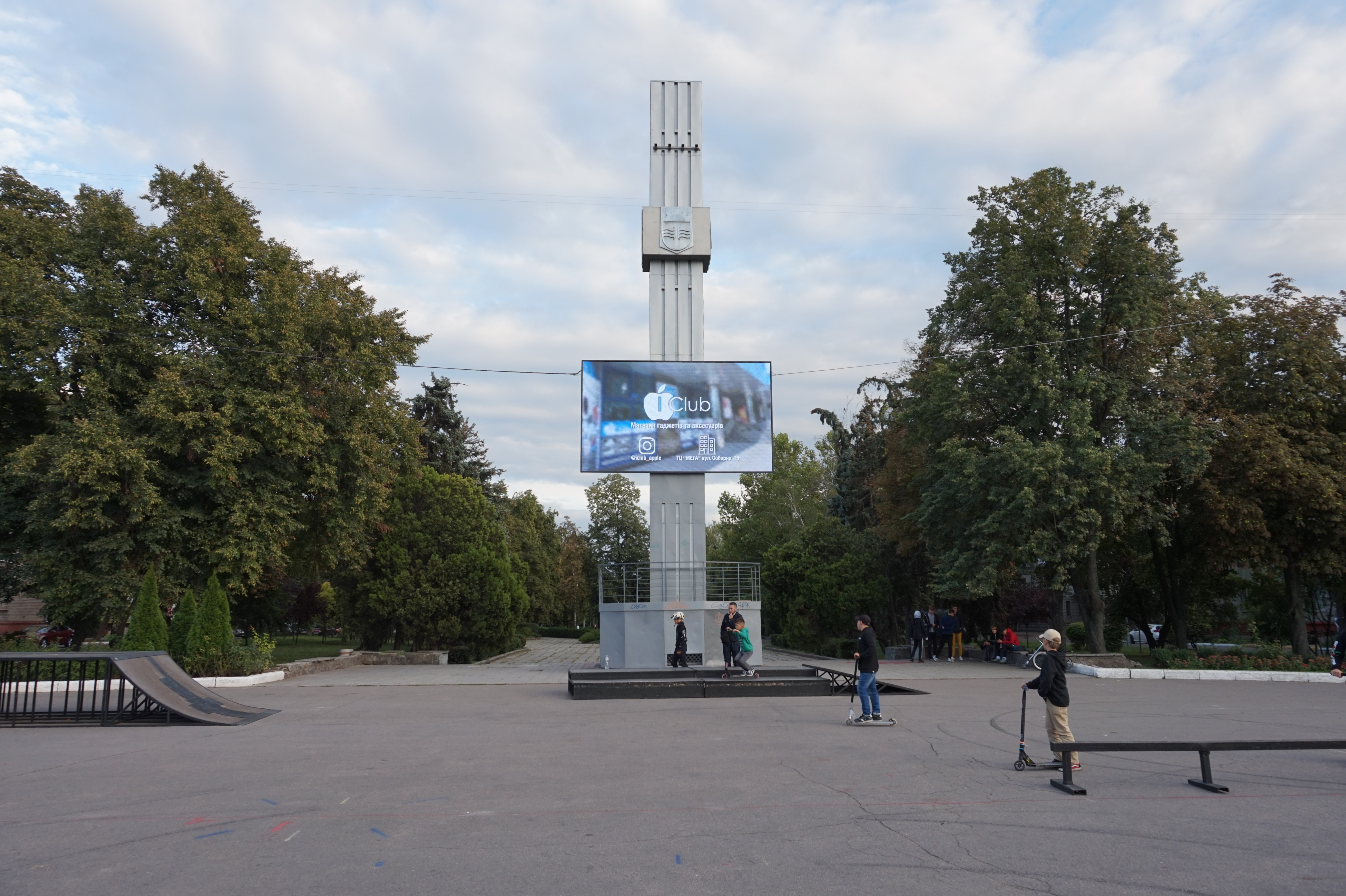
mémorial du quatre centième anniversaire de la fondation de la ville, classé[19],
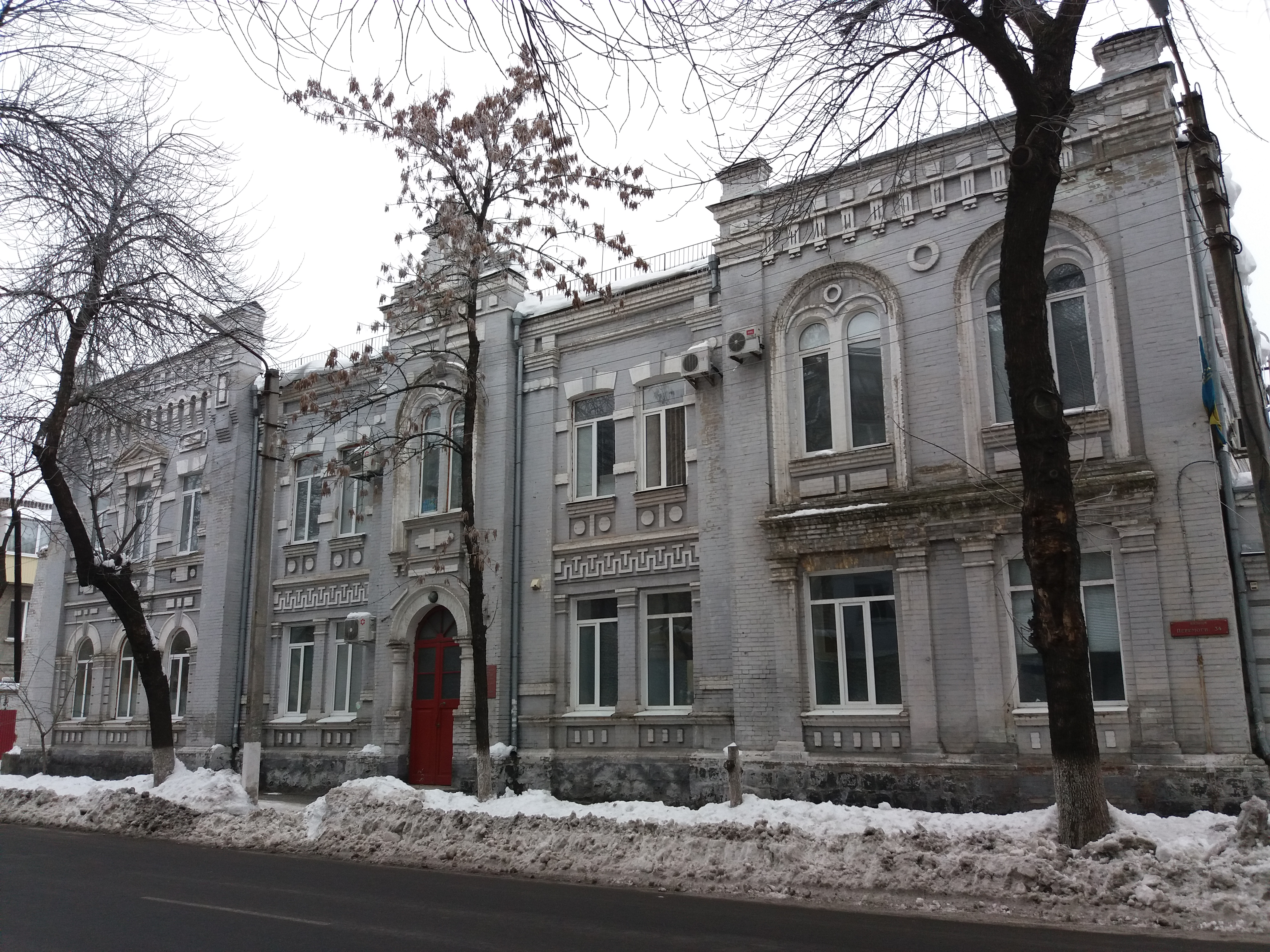
Société caritative, classée[20].

## Jumelages
- Berdiansk (Ukraine)
- Bila Tserkva (Ukraine)
- Kolomyia (Ukraine)
- Bitola (Macédoine)
- Baryssaw (Biélorussie)
- Bydgoszcz (Pologne)
- Wenzhou (Chine)
- Novomoskovsk (Russie)
- Michalovce (Slovaquie)
- Snina (Slovaquie)
- Providence (États-Unis)
- Svichtov (Bulgarie)
- Clermont-Ferrand (France) depuis le 6 octobre 2023[21].

## Personnalités
Personnalités nées à Krementchouk :
- Leo Ornstein (1893-2002), pianiste et compositeur américain.
- Emmanuel Mané-Katz (1894-1962) peintre
- Dimitri Tiomkin (1894-1979), compositeur et producteur.
- Mischa Levitzki (1898-1941), pianiste.
- Alexandre Petcherski (1909-1990), officier soviétique.
- Alexandre Avdeïev (1946), ambassadeur de Russie à Paris puis ministre de la Culture de la fédération de Russie
- Nadiya Tkachenko (1948-), championne olympique du pentathlon en 1980.
- Viktor Musi (1963), peintre contemporain français d'origine ukrainienne.
- Cyril Cabrolier (1997), codeur français d’origine Ukrainienne.